# 威向文化
威向有限公司（Uei-Shiang Co., Ltd.），即為威向文化，創立於2002年3月，以出版各類小說、漫畫，發展各式漫畫週邊為主要業務項目，為台灣知名BL小說出版社，BL相關作品多達1,500本以上，並致力推廣華人漫畫與輕小說與出版可米誌漫畫月刊。

## 歷史
- 2002年6月，出版黑桃書系BL小說。11月，出版D方塊書系BL小說。
- 2003年7月，出版C曉夢書系BL小說。
- 2004年7月，出版M系列同人誌漫畫。
- 2005年2月，出版L黑梅書系小說。7月，出版H心書系言情小說。12月，出版TM系列同人誌漫畫。
- 2005年開始，於廣州設立童心工作室，招攬漫畫家進行漫畫創作。
- 2009年3月，出版G琅嬛書系BL小說。11月，出版福菓子書系BL日譯小說。
- 2012年1月，出版US書系輕小說。

## 出版品
- BL小說
- 輕小說
- 可米誌月刊
- 同人誌
- 畫冊

## 外部連結
- 威向文化官網（页面存档备份，存于） （繁體中文）
- 威向文化的Facebook專頁粉絲團 （繁體中文）
- 架空之都的Facebook專頁粉絲團 （繁體中文）